# Stylidium armeria
Stylidium armeria este o specie de plante dicotiledonate din genul Stylidium, familia Stylidiaceae, ordinul Asterales.

## Subspecii
Această specie cuprinde următoarele subspecii:
- S. a. armeria
- S. a. pilosifolium